# Kim Il (chính khách)
Đây là một tên người Triều Tiên, họ là Kim.
Kim Il (20 tháng 3 năm 1910 – 9 tháng 3 năm 1984) là một chính trị gia Cộng hòa Dân chủ Nhân dân Triều Tiên. Ông là thủ tướng Bắc Triều Tiên từ ngày 28 tháng 12 năm 1972 tới ngày 19 tháng 4 năm 1976.
Kim Il sinh ngày 20 tháng 3 năm 1910 tại Hamgyong.
Theo Thông tấn xã Trung ương Triều Tiên, Kim Il tham gia Đảng Cộng sản Triều Tiên lúc còn là một tổ chức bí mật hồi năm 1932 và chiến đấu chống lại Nhật Bản chiếm đóng từ năm 1935. Ông phục vụ quân ngũ ở nhiều vị trí khác nhau, trở thành Đệ Nhất Phó Thủ tướng vào năm 1959, Thủ tướng năm 1972 và Phó Chủ tịch nước vào năm 1976.
Tháng 5 năm 1976, ông được Hội đồng Nhân dân Tối cao Triều Tiên chỉ định làm Phó Chủ tịch nước Cộng hòa Dân chủ Nhân dân Triều Tiên, ông tại nhiệm đến khi qua đời.
Ông được bầu vào Ban thường vụ tại Đại hội VI Đảng Lao động Triều Tiên. Trong hầu hết giai đoạn 1982 – 1983, Kim Il được chăm sóc y tế tại Cộng hòa Nhân dân România. Ông mất ngày 9 tháng 3 năm 1984, thọ 73 tuổi.